# Dries Wouters
Dries Wouters (Tongeren, 28 de enero de 1997) es un futbolista belga que juega en la demarcación de defensa para el Lommel S. K. de la Segunda División de Bélgica.

## Biografía
Tras empezar a formarse como futbolista con el K. R. C. Genk, finalmente subió al primer equipo en la temporada 2014-15, haciendo su debut el 9 de mayo de 2015 en un encuentro de los play off para la Liga Europa de la UEFA contra el SV Zulte Waregem, encuentro que finalizó con un resultado de 2-3 a favor del conjunto de Genk. En julio de 2021 abandonó el club y se marchó a Alemania para jugar en el F. C. Schalke 04 las siguientes tres temporadas. Sus inicios en este equipo estuvieron marcados por las lesiones, que únicamente le permitieron jugar dos partidos. Por ello, y para que tuviera más minutos, en enero de 2022 salió cedido al K. V. Mechelen. Allí pasó año y medio antes de desvincularse definitivamente del conjunto alemán para fichar por el Lommel S. K.

## Clubes
| Club                    | País     | Año       | Partidos | Goles |
| ----------------------- | -------- | --------- | -------- | ----- |
| K. R. C. Genk           | Bélgica  | 2015-2021 | 67       | 3     |
| F. C. Schalke 04        | Alemania | 2021-2022 | 2        | 0     |
| K. V. Mechelen (cedido) | Bélgica  | 2022-2023 | 20       | 1     |
| Lommel S. K.            | Bélgica  | 2023-     | 64       | 4     |

## Palmarés

### Campeonatos nacionales
| Título                      | Club          | País    | Año  |
| --------------------------- | ------------- | ------- | ---- |
| Primera División de Bélgica | K. R. C. Genk | Bélgica | 2019 |
| Supercopa de Bélgica        | K. R. C. Genk | Bélgica | 2019 |
| Copa de Bélgica             | K. R. C. Genk | Bélgica | 2021 |